# Sébastohypertatos
Le sébastohypertatos (en grec : σεβαστοϋπέρτατος, « le sébaste suprême ») est un titre honorifique byzantin. Il forme aussi la base du titre de protosebastohypertatos (πρωτοσεβαστοϋπέρτατος, « le premier des sébastes suprêmes »).
Ces titres sont créés alors que la hiérarchie des titulatures byzantines est réorganisée par les empereurs de la dynastie des Comnènes, notamment Alexis Ier Comnène, qui se sert du titre de sébaste (équivalent grec de l'auguste) pour former tout un ensemble de nouvelles dignités. Elles permettent d'indiquer le lien de parenté avec l'empereur. Ainsi, le sébastohypertatos et le protosébastohypertatos sont des titres conférés aux beau-fils (gambroi) de l'empereur. Selon Lucien Stiernon, la dignité de protosébastohypertatos est donnée au mari de la troisième fille des empereurs byzantins et celle de sébastohypertatos au mari de la quatrième fille. L'époux de la deuxième fille détient le titre de panhypersebastos et celui de la première le titre de césar. Quoi qu'il en soit, c'est sous le règne de Jean II Comnène que ces deux titres apparaissent, quand Manuel Anemas devient protosébastohypertatos à l'occasion de son mariage avec Théodora (troisième fille de Jean II) et quand Théodore Vatatzès, qui se marie avec Eudocie (quatrième fille de Jean) et Constantin Ange, qui se marie avec Théodora (quatrième fille d'Alexis Ier), deviennent sébastohypertatoi,. 
Dans les lettres adressées aux détenteurs de ces titres apparaissent des dignités intitulées panhyperprotosebastohypertatos (πανυπερπρωτοσεβαστοϋπέρτατος, « le plus suprême des sébastes par-dessus tout ») et panhyperprotopensebastohypertatos (πανυπερπρωτοπανσεβαστοϋπέρτατος). Toutefois, il pourrait bien s'agir de créations purement formelles, destinées à accroître la portée des titres déjà existants.